# اشکاوند
اِشکاوَند روستایی از توابع بخش مرکزی شهرستان اصفهان در استان اصفهان ایران است. روستای اشکاوند در کناردهستان کرارج قراردارد.

## جمعیت
این روستا در دهستان کرارج قرار دارد و براساس سرشماری مرکز آمار ایران در سال ۱۳۸۵، جمعیت آن ۲٬۵۵۷ نفر (۶۹۹خانوار) بوده است.